# 巴拉望裳鳳蝶
巴拉望裳鳳蝶（学名：Troides plateni），又名蒲氏黃裳鳳蝶、蒲氏鳳蝶，为鳳蝶科裳鳳蝶屬下的一个种。